# Гаць (гмина)
Гаць (пол. Gać) — сельская гмина (волость) в Польше, входит как административная единица в Пшеворский повет, Подкарпатское воеводство. Население — 4571 человек (на 2004 год).

## Демография
| Перепись                       | Всего   | Всего | Женщины | Женщины | Мужчины | Мужчины |
| ------------------------------ | ------- | ----- | ------- | ------- | ------- | ------- |
| Единицы                        | человек | %     | человек | %       | человек | %       |
| Население                      | 4571    | 100   | 2296    | 50,2    | 2275    | 49,8    |
| Плотность населения (чел./км²) | 127,1   | 127,1 | 63,9    | 63,9    | 63,3    | 63,3    |

## Соседние гмины
1. Гмина Каньчуга
2. Гмина Ланьцут
3. Гмина Маркова
4. Гмина Пшеворск